# Mood Valiant
Mood Valiant è il terzo album in studio del quartetto neo-soul australiano Hiatus Kaiyote, pubblicato nel 2021 con l'etichetta Brainfeeder. L'album ha raggiunto la posizione numero 4 nelle classifiche ARIA.
Agli ARIA Music Awards 2021, l'album è stato nominato come Best Soul/R&B Release.
Ai Music Victoria Awards 2021, l'album è stato nominato come miglior album vittoriano.
Agli AIR Awards del 2022, l'album ha vinto come miglior album o EP jazz indipendente.
La cantante/chitarrista Nai Palm ha rivelato il 18 ottobre 2018 che le era stato diagnosticato un cancro al seno. Ha composto molte delle canzoni che sarebbero poi apparse su Mood Valiant durante il periodo del suo trattamento e ha notato come le sue diagnosi hanno cambiato la sua prospettiva sulla vita, un tema esplorato nell'album.
Il titolo dell'album è stato ispirato dalla madre di Nai Palm, che possedeva due station wagon Valiant Safari, una bianca e una nera, e avrebbe guidato qualsiasi cosa si adattasse al suo umore della giornata.
Mood Valiant ha ricevuto il plauso della critica, con i critici che ne hanno elogiato la ricchezza emotiva, l'arrangiamento, le melodie semplici, la voce piena di sentimento e la vivacità. Su Metacritic, che assegna una valutazione normalizzata su 100 alle recensioni delle pubblicazioni tradizionali, l'album ha ricevuto un punteggio medio di 84 sulla base di 7 fonti, indicando "un plauso universale".
Il recensore di Pitchfork Aldan Jackson ha ritenuto che Mood Valiant fosse "il primo album degli Hiatus Kaiyote che non suona semplicemente come un live set registrato" e "il loro miglior album finora". Tyler Jenke di Rolling Stone ha descritto l'album come contenente "composizioni ipnotiche, quasi caleidoscopiche". Rebbeca Sibley del magazine Clash ha affermato che l'album è "un forte seguito di Choose Your Weapon e una colonna sonora perfetta per l'estate" con i suoi "paesaggi sonori ricchi e colorati, l'atmosfera tropicale e la voce soul della cantante Nai Palm".

## Tracce
1. Flight of the Tiger Lily – 0:35
2. Sip into Something Soft – 1:42
3. Chivalry Is Not Dead – 3:26
4. And We Go Gentle – 3:23
5. Get Sun (feat. Arthur Verocai) – 5:37
6. All the Words We Don't Say – 5:06
7. Hush Rattle – 0:41
8. Rose Water – 3:59
9. Red Room – 3:52
10. Sparkle Tape Break Up – 5:15
11. Stone or Lavender – 5:29
12. Blood and Marrow – 3:29